# Europa Universalis: Rome
Europa Universalis: Rome (EU: Rome, в России выпущена как Европа. Древний Рим) — компьютерная игра (жанр — глобальная стратегия) компании Paradox Interactive, вышедшая в 2008 году. Сделана на движке Europa Universalis 3, при этом значительному улучшению подверглась графика.

## Основные особенности
- EU: Rome — первая игра Paradox Interactive, действие которой происходит в античную эпоху;
- Игра охватывает бо́льшую часть Европы, часть Передней Азии и Северной Африки, число провинций значительно меньше, чем в Europa Universalis;
- В игре принято летоисчисление от основания Рима, она начинается в 474 году от основания Рима (начало Пирровой войны), а заканчивается в 27 году, когда в Риме была провозглашена империя, таким образом более 250 лет геймплея;
- Из Crusader Kings в игру пришла развитая система персонажей (существенно доработанная по сравнению с CK), которые могут занимать должности (в том числе глав государств, губернаторов провинций, полководцев и флотоводцев);
- Появился механизм гражданских войн, которые могут развязать нелояльные политики и полководцы;
- Впервые в играх Paradox Interactive появились варвары, которые бродят по карте, могут атаковать цивилизованную страну и захватить часть его территории, основав на ней собственное государство;
- Используется отличающаяся от EU система торговли между провинциями.

## Золотой век
В 2009 году выпущено дополнение к игре — Europa Universalis: Rome – Vae Victis (лат. Vae Victis — горе побеждённым), которое в России вышло под названием Европа. Древний Рим: Золотой век. Главная особенность — внутренняя политика стала сложнее и проработаннее, в республиканских государствах существует Сенат, в котором ведут борьбу 5 политических фракций (военная, торговая, религиозная, гражданская и популистская), в монархиях вместо Сената есть советники (причём в случае, если большинство советников не поддерживает текущего кандидата на престол, может начаться гражданская война), в варварских государствах игрок должен учитывать интересы вождей кланов.
При игре за галлов игрок может объединить все племена в единую Галлию.

## Отзывы
| Сводный рейтинг    | Сводный рейтинг |
| Агрегатор          | Оценка          |
| ------------------ | --------------- |
| GameRankings       | 76,59 %         |
| Metacritic         | 73 %            |
| Иноязычные издания |                 |
| Издание            | Оценка          |
| 1UP.com            | C               |
| Eurogamer          | 7/10            |
| GameSpy            | 3/5             |
| IGN                | 8,7/10          |